# Figure-8-Racing

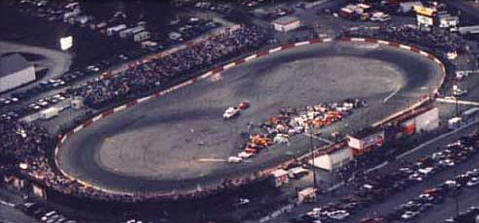
Luftbildaufnahme des Indianapolis Speedrome

Figure-8-Racing ist eine US-amerikanische Motorsportart, die auf einer Rennstrecke gefahren wird, welche die Form einer Acht hat. Die Besonderheit ist hierbei, dass es in der Mitte der Strecke eine Kreuzung ohne Überführung gibt, sodass es beim Passieren der Kreuzung zu einer Kollision mit den anderen von der Seite kommenden Fahrzeugen kommen kann. Daher kommt es bei diesem Rennen immer wieder zu spektakulären Rennunfällen. Sieger ist, wer nach einer vorher festgelegten Renndauer die meisten Runden absolviert hat. Die Rennen werden in der Regel mit „Stockcars“ also alten ausgedienten Straßenfahrzeugen mit ausgebauten Scheiben und zusätzlichen Sicherheitseinrichtungen (eingeschweißte Überrollkäfige) bestritten. Es sind aber auch Varianten mit Straßenbussen und Camping-Wohnwagen bekannt.

## Geschichte
Figure 8-Rennen begannen direkt nach dem Zweiten Weltkrieg, in den späten 1940er Jahren. Der Sport erlangte landesweite Bekanntheit, als er in den 1960er Jahren häufig im Fernsehen auf ABC’s Wide World of Sports übertragen wurde, meist vom Islip Speedway in Islip, New York.

## Meisterschaften
Die älteste in Betrieb befindliche Figure 8-Strecke in den Vereinigten Staaten ist das Indianapolis Speedrome in Indianapolis. Die Bahn ist seit den 1940er Jahren in Betrieb. Sie ist Austragungsort des jährlichen World Figure 8-Rennens, das als Weltmeisterschaft gilt. Das erste dreistündige Langstreckenrennen wurde 1977 ausgetragen.
Die US-amerikanische Meisterschaft wird auf dem Riverhead Raceway in Riverhead, New York, ausgetragen.